# 천체관측 (노래)
〈천체관측〉(일본어: 天体観測)은 범프 오브 치킨이 2001년에 발매한 3번째 싱글 노래로, 2002년도 앨범 《Jupiter》의 표제곡이다.

## 구성
작사 및 작곡은 모두 후지와라 모토오가 맡았다.

### 수록곡
1. 〈천체관측〉 (일본어: 天体観測)
2. 〈바이바이, 생큐〉 (일본어: バイバイ、サンキュー )

- 〈H・I・R・O・W・A・K・I〉 - 숨김 곡

### 수록 음반
1. 《Jupiter》 (2002년)
2. 《Present from You》 (2008년)

## 순위
| 이름                      | 순위 |
| ------------------------- | ---- |
| 오리콘 주간 차트          | 3위  |
| 2001년 오리콘 탑 100 싱글 | 26위 |

## 드라마
- 2002년 드라마 《천체관측》(후지 TV)의 삽입곡